# Port of Miami
Port of Miami (с англ. — «Порт Майами») — дебютный студийный альбом американского рэпера Рика Росса. Он был выпущен 8 августа 2006 года на лейблах Slip-n-Slide Records, Def Jam Recordings и Poe Boy Entertainment. Первоначально альбом назывался Career Criminal, но был переименован в знак того, что Майами был основным пунктом приема партий кокаина в США. Над альбомом работала команда продюсеров The Monsters & The Strangerz из Майами. Альбом дебютировал на первом месте в Billboard 200, за первую неделю было продано 187 000 копий.
В 2010 году сайт Rhapsody назвал его одним из лучших в жанре «кок рэп» за всё время.

## Об альбоме
Название альбома ссылается на то, что именно Майами является основным местом доставки кокаина в США.
Первым синглом стала песня «Hustlin», получившая серьёзную ротацию на радиостанциях. На неё также есть ремикс, в котором также участвуют Jay-Z и Young Jeezy.
Вторым синглом стала песня «Push It», спродюсированная Джонатаном Ротемом. В песне присутствует семпл из песни «Push It to the Limit» фильма Лицо со шрамом.

## Продажи
Port of Miami дебютировала на первом месте Billboard 200, разойдясь 187 тыс. копий в первую неделю продаж. Во вторую неделю альбом опустился на седьмую позицию в чарте с показателем в 79 тыс. копий.
К июлю 2013 года альбом раошёлся тиражом в 857 тыс. копий в США. 28 июля 2016 года альбом получил платиновый статус от Recording Industry Association of America (RIAA) за продажу более 1 млн копий в США.

## Список композиций
| №                   | Название                                             | Автор(ы)                                                      | Продюсер              | Длительность |
| ------------------- | ---------------------------------------------------- | ------------------------------------------------------------- | --------------------- | ------------ |
| 1.                  | «Intro»                                              |                                                               |                       | 0:24         |
| 2.                  | «Push It»                                            | Уильям Робертс II Джонатан Ротем Пол Энгеманн                 | Джонатан Ротем        | 3:28         |
| 3.                  | «Blow» (при участии Dre)                             | Робертс II Андре Лайонс Марчелло Валенцано                    | Cool & Dre            | 4:10         |
| 4.                  | «Hustlin'»                                           | Робертс II Эндрю Харр Джермейн Джексон                        | The Runners           | 4:14         |
| 5.                  | «Cross That Line» (при участии Эйкона)               | Робертс II Алиан Тиам Джорджо Туинфорт К. Фурнье              | Эйкон Туинфорт Фурнье | 4:33         |
| 6.                  | «I'm Bad»                                            | Робертс II Кенни Лакетт                                       | K. Luck               | 3:53         |
| 7.                  | «Boss» (при участии Dre)                             | Робертс II Лайонс Валенцано                                   | Cool & Dre            | 4:40         |
| 8.                  | «For da Low»                                         | Робертс II Фалон Александр                                    | Jazze Pha             | 4:21         |
| 9.                  | «Where My Money (I Need That)»                       | Робертс II Харр Джексон                                       | The Runners           | 4:31         |
| 10.                 | «Get Away» (при участии Марио Винанса)               | Робертс II Марио Винанс Мийкал Снодди Грег Мэйс Дэрил Барнс   | Винанс Снодди         | 4:06         |
| 11.                 | «Hit U From the Back» (при участии Rodney)           | Робертс II Харр Джексон                                       | The Runners           | 5:05         |
| 12.                 | «White House»                                        | Робертс II Олдрин Дэвис                                       | DJ Toomp              | 4:01         |
| 13.                 | «Pots and Pans» (при участии JRock)                  | Робертс II Джин Робертс                                       | JRock                 | 4:35         |
| 14.                 | «It's My Time» (при участии Lyfe Jennings)           | Робертс II Честер Дженнингс Харр Джексон                      | The Runners           | 4:15         |
| 15.                 | «Street Life» (при участии Ллойда)                   | Робертс II Ллойд Полайт-младший Морис Синклер Джаспер Кэмерон | Big Reese Кэмерон     | 4:07         |
| 16.                 | «Hustlin' (Remix)» (при участии Jay-Z и Young Jeezy) | Робертс II Шон Картер Джей Дженкинс Харр Джексон              | The Runners           | 4:44         |
| 17.                 | «It Ain't a Problem» (при участии Triple C’s)        | Робертс II Кевин Белнавис Ричард Моралес                      | J. Venom              | 3:47         |
| 18.                 | «I'm a G» (при участии Лил Уэйна и Brisco)           | Робертс II Дуэйн Картер-младший Бритиш Митчелл Халед Халед    | DJ Khaled             | 4:15         |
| 19.                 | «Prayer»                                             | Робертс II Робертс                                            | JRock                 | 4:08         |
| Общая длительность: | Общая длительность:                                  | Общая длительность:                                           | Общая длительность:   | 77:49        |

## Чарты
| Чарт (2006)                           | Пик |
| ------------------------------------- | --- |
| U.S. Billboard 200                    | 1   |
| U.S. Billboard Top R&B/Hip-Hop Albums | 1   |